# Miner petit
El miner petit (Geositta poeciloptera) és una espècie d'ocell de la família dels furnàrids (Furnariidae), que era ubicat al monotípic gènere Geobates (Swainson, 1838), però que actualment és inclòs a Geositta sobre la base dels treballs de Cheviron et al. 2005

## Descripció
- Fa uns 12,5 cm de llargària.[3]
- Ocell terrestre de cua curta i poc vistós. Color general beix. Ales amb bandes fosques i rogenques notables en vol. Gola blanca i cella color gamussa. Cua rogenca amb plomes centrals fosques i ampla banda subterminal negra.[4]

## Hàbitat i distribució
Habita praderies obertes esguitades d'arbres i camps de les terres baixes del sud del Brasil i nord-est de Bolívia.